# Mantallot
 Mantallot  (en bretón Mantallod) es una población y comuna francesa, situada en la región de Bretaña, departamento de Costas de Armor, en el distrito de Lannion y cantón de La Roche-Derrien.

## Demografía
| 175 | 148 | 144 | 132 | 163 | 171 | 165 |
| Para los censos de 1962 a 1999 la población legal corresponde a la población sin duplicidades (Fuente: INSEE [Consultar]) |     |     |     |     |     |     |